# Jim Grimsley
Jim Grimsley (Grifton, 21 settembre 1955) è uno scrittore statunitense, noto per i suoi libri a tematica gay.

## Biografia
Nato da una famiglia rurale a Grifton, nel Nord Carolina, Grimsley disse riguardo alla sua infanzia "per noi del Sud, la famiglia è la terra dove la follia cresce come le erbacce".
Trasferitosi ad Atlanta lavorò per vent'anni come segretario al Grady Memorial Hospital prima di entrare alla facoltà dell'Emory University. Durante quegli anni, Grimsley scrisse molto, tra cui quattordici delle sue opere pubblicate tra il 1983 e il 1993.